# Río Agrio (España)
El río Agrio, también llamado Crispinejo, es un pequeño río del sur de España perteneciente la cuenca del Guadalquivir que discurre en su totalidad por el territorio del oeste de la provincia de Sevilla. Su nombre proviene del sabor de sus aguas a causa de la minería que se ha producido en su cuenca durante milenios.

## Curso
Nace en Sierra Morena en un paraje conocido como Las Herrerías, en las proximidades de la aldea de El Peralejo, y discurre por el oeste del término municipal de El Castillo de las Guardas, haciendo de límite entre este y los de El Madroño y Aznalcóllar. Recorre zonas de relieves abruptos, con grandes pendientes, a menudo encajonado en valles profundos y estrechos. Recibe los aportes de varios arroyos (Pantano o Higuerón), y desagua en el río Guadiamar, en el término municipal de Olivares. En su cauce se encuentra el embalse homónimo que se creó para abastecer de agua a las minas de Aznalcóllar, ricas en pirita. Más abajo se creó una contrapresa con las escombreras de la mina y se canalizó parte del recorrido del río bajo ellas, apareciendo de nuevo junto a la carretera de Aznalcóllar-Gerena a la salida de la localidad junto a un polígono industrial de nueva creación.

## Contaminación minera
En 1998 recibió los lodos contaminantes de la rotura de la balsa de decantación de minerales de la empresa Boliden Apirsa, S.A., fue la catástrofe natural llamada desastre de Aznalcóllar. En el contraembalse es común la contaminación procedentes de las escorrentías que provienen de las escombreras. Uno de los momentos de contaminación fue el producido tras las lluvias de 2010 y en el que aparecieron miles de peces muertos.  A principios de 2011 se produjo otro incidente con el cambio del color natural de las aguas a un color turquesa, como el que aparece en la fotografía.